# Kühkopf (Berg)
Der Kühkopf ist ein 382 Meter hoher Berg im Hunsrück. Er liegt im Süden von Koblenz im Stadtwald und gehört zum Stadtteil Karthause. Auf seinem Gipfel befindet sich der Fernmeldeturm Koblenz.

## Geologie
Das Gebiet um den Kühkopf ist aus dem Gestein der so genannten Ems-Stufe (früher auch Koblenz-Stufe genannt) aufgebaut. Es handelte sich ursprünglich um sandige Sedimente, die vor ca. 400 Mio. Jahren (Unterdevon) ins flache Meer abgelagert wurden. Auf dem Gipfel hielt sich – wie auch auf anderen Hunsrückköpfen – harter, gegen Abtragung resistenter Quarzit. Der Kühkopf, der als Einzelberg über seine Umgebung herausragt, wird deshalb auch als Härtling bezeichnet. Im Übrigen kommen Quarzsandsteine (unechte Quarzite)  und Tonschiefer vor.

## Natur und Landschaft
Der Kühkopf ist durchgängig bewaldet; Buche dominiert, nur vereinzelt durchsetzt von Eiche, Fichte und Lärche im Gipfelbereich. An Bodenvegetation sind Farne, Einbeere und Waldmeister weit verbreitet, im Bereich des Fernsehturms auch Heidelbeeren.
Unterhalb des Gipfels befindet sich in 295 Meter Höhe die Kühbornquelle.

## Geschichte
Die Gegend um den Kühkopf war bereits prähistorisch besiedelt; gefunden wurden unterhalb des Gipfels keltische Grabstätten. In der Antike verlief unterhalb des Berges eine wichtige Fernverkehrsstraße zwischen Confluentes (Koblenz) und Augusta Treverorum (Trier). Dieser Trasse folgt noch heute ein asphaltierter Fahrweg, der Römerstraße genannt wird; von der ursprünglichen Pflasterung ist indes nichts erhalten.
Über die Besiedlung des Koblenzer Stadtwalds im Mittelalter und in der frühen Neuzeit ist wenig bekannt.
Seit 1843 gab es unterhalb des Kühkopfgipfels in 250 Meter Höhe einen Forstbetriebshof mit Gastwirtschaft. Der Heimat- und Mundartdichter Josef Cornelius (1849–1943), Autor des Schängelliedes, hat ihm 1890 eine lokale Hommage (Die Tour off dä Keehkopp) gewidmet. Eine umgestaltete Ausflugsgaststätte ist auch heute noch vorhanden.
1967 errichteten Mitglieder der Marianischen Männerkongregation in Koblenz zum Gedenken an das 50-jährige Jubiläum der Marienwunder von Fátima (1917) ein Gedenkkreuz an einem Aussichtspunkt über den Rhein mit der Festung Ehrenbreitstein, Vallendar und nördlich rechtsrheinisch bis zu den Westerwaldhöhen sowie auf die Stadt Koblenz linksrheinisch. Dieses ersetzte ein älteres Gipfelkreuz, das es im 17. Jahrhundert schon gegeben haben soll. Das beschädigte Kreuz wurde im Herbst 2008 aus Sicherheitsgründen abgesägt und 2012 durch ein neues Kreuz ersetzt.

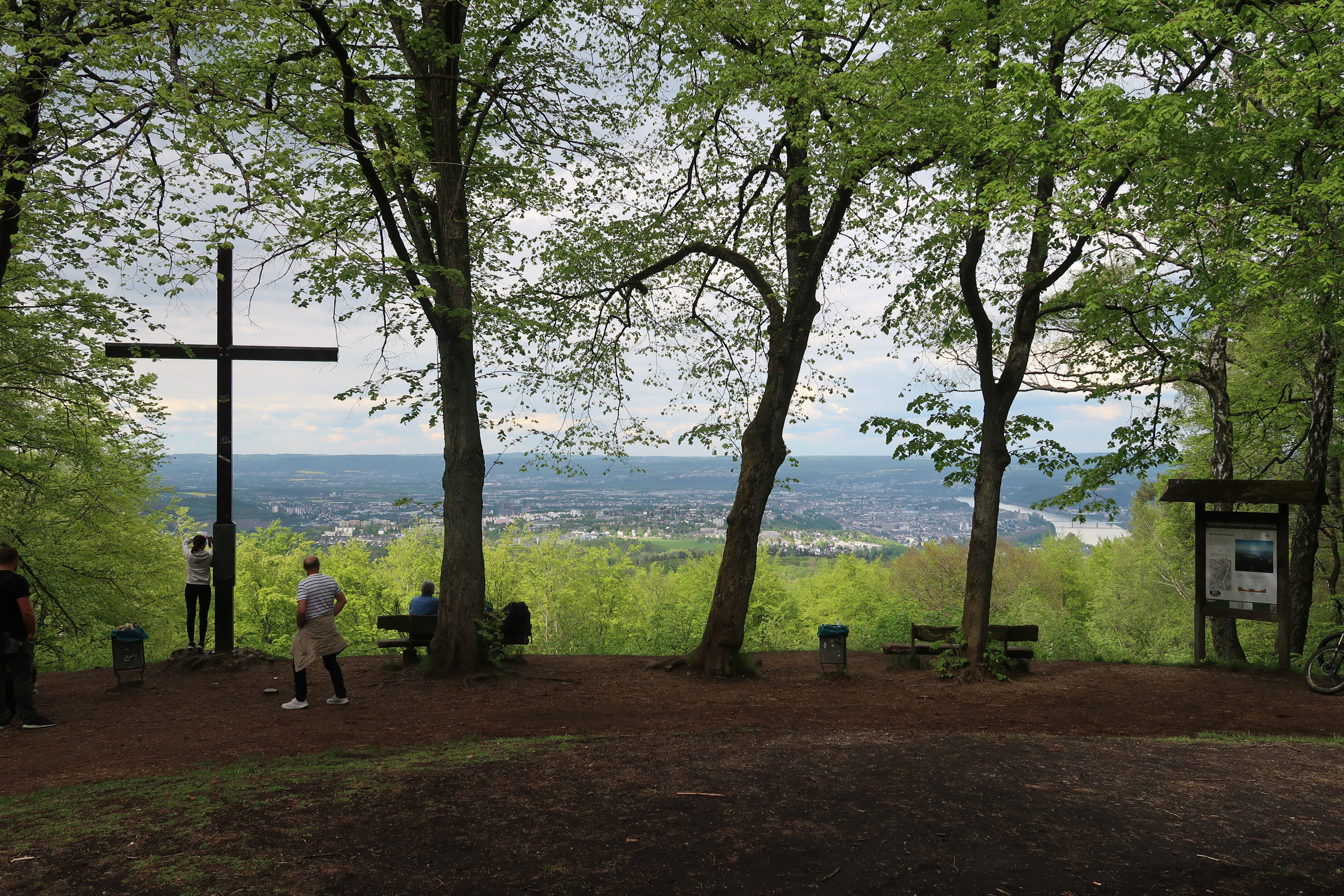
Blick vom Aussichtspunkt auf dem Kühkopf auf Koblenz
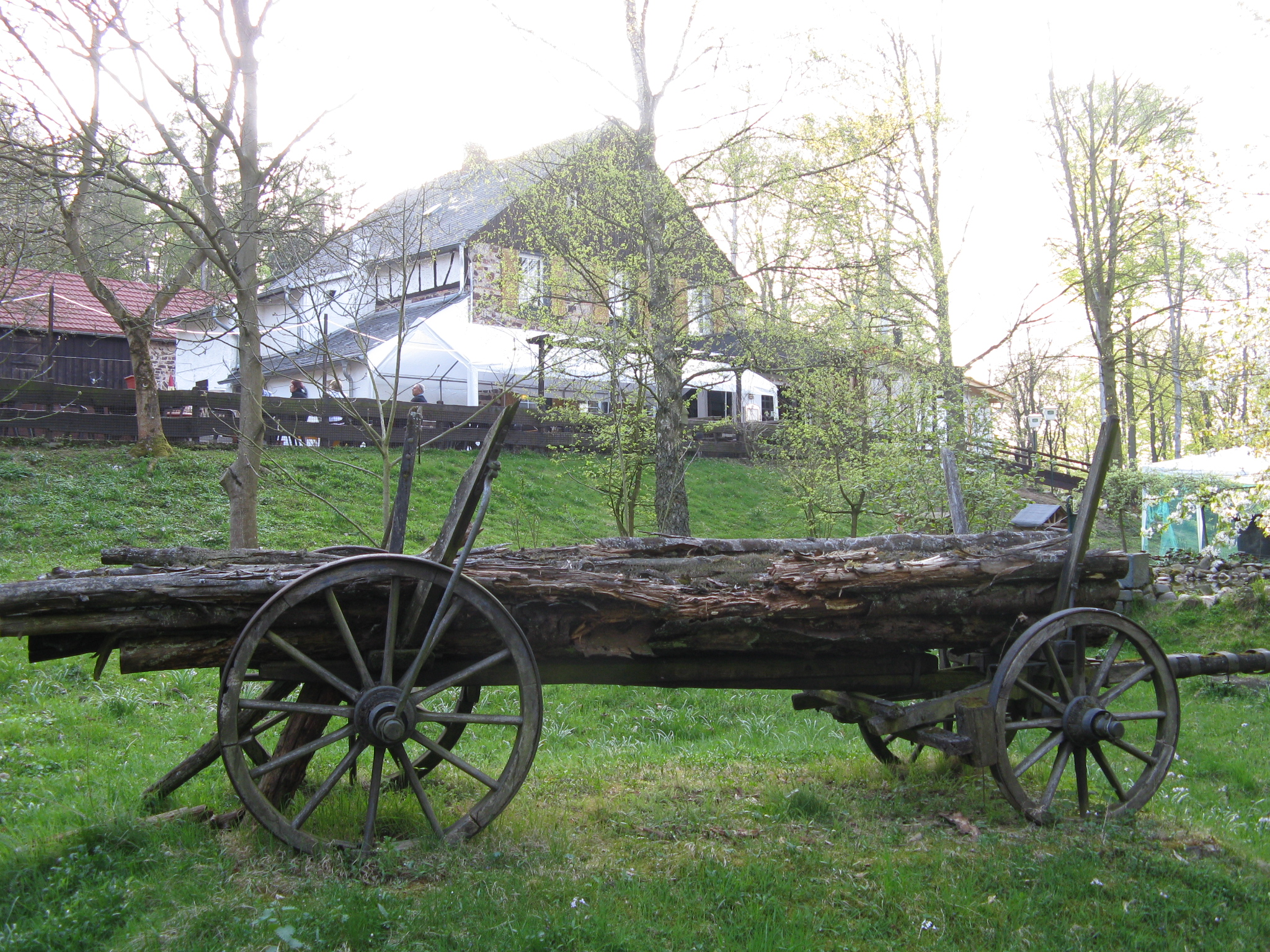
Forsthaus Kühkopf
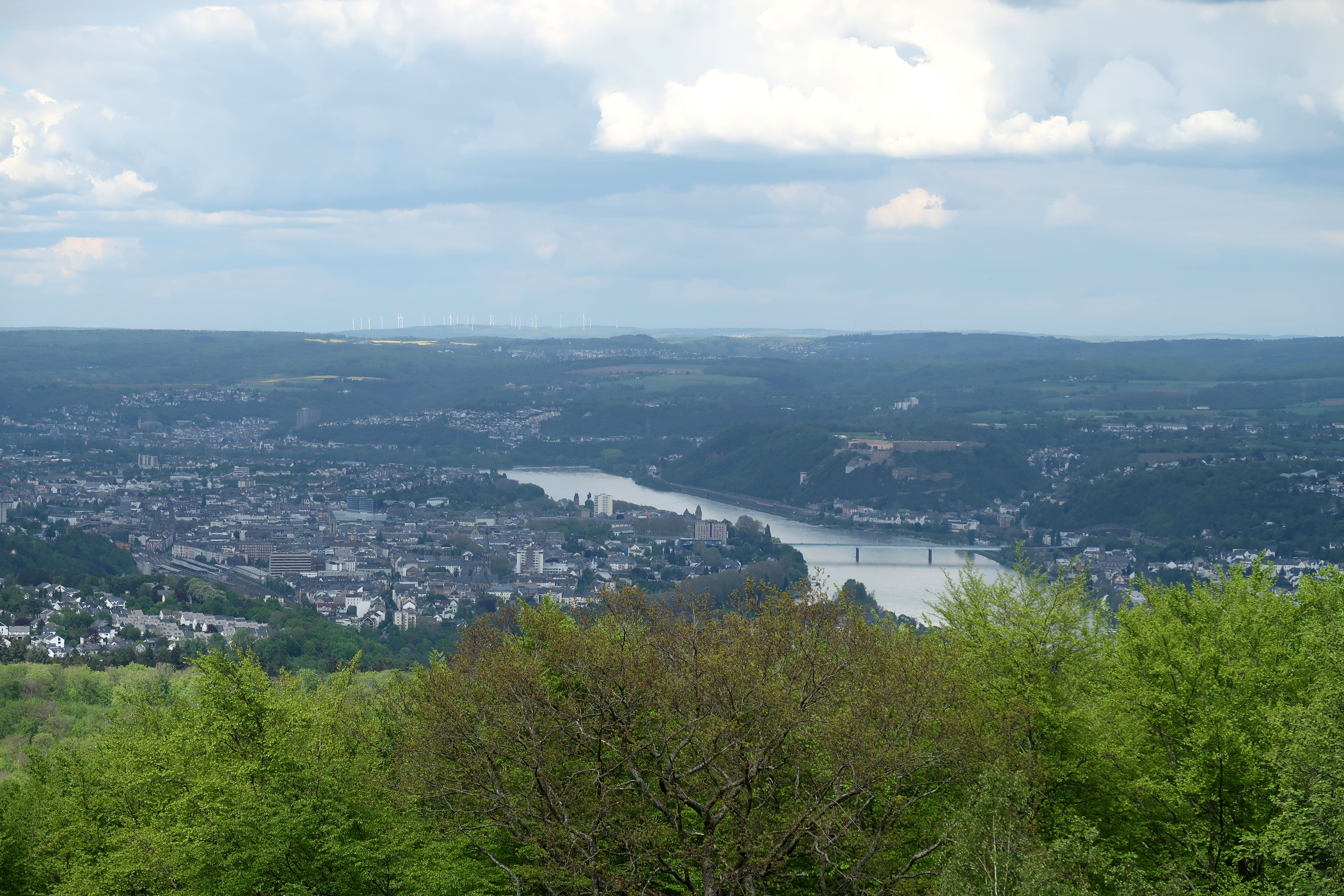
Koblenz vom Aussichtspunkt auf dem Kühkopf gesehen

## Infrastruktur
Die Römerstraße von der B 327 (Hunsrückhöhenstraße) vorbei am Forsthaus Kühkopf, der Kühbornquelle und wenige Kilometer weiter am Wanderparkplatz Eiserne Hand zurück zur B 327 ist mit dem PKW befahrbar. Vom Wanderparkplatz am Gasthaus sind verschiedene Fußwege zum Gipfel begehbar, teilweise als Rundwanderwege kombinierbar. Auf einem Teil dieses Wegenetzes verläuft der Geologisch-Landeskundliche Lehrpfad, der Höhengliederung, Gesteinsstrukturen und Klima der Hunsrückhöhen um Koblenz erklärt. Es gibt mehrere früher als Grillplätze genutzte Waldhütten; das Grillen ist indes nicht mehr überall gestattet.
Das Gelände um den Fernsehturm ist mit einem Zaun abgesperrt und der Turm nicht für die Öffentlichkeit zugänglich.

## Keltische Grabstätten
Die Grabhügelgruppe am Südhang des Kühkopfes – Am Lösskopf – ist noch nicht im Detail erforscht. Archäologen datieren sie anhand ähnlicher Funde in der Region ins 5. vorchristliche Jahrhundert und rechnen sie der Hunsrück-Eifel-Kultur zu. Die Grabhügel sind ca. 60–80 cm hoch und messen ca. 12–16 m Durchmesser; sie sind insbesondere in der kahlen Jahreszeit deutlich zu erkennen. Angenommen werden Einzel-Körpergräber, wie in der Kultur üblich.